# ロックの学園
『ロックの学園』（ロックのがくえん）は、神奈川県三浦市の廃校・旧神奈川県立三崎高等学校を舞台に開催されるイベントを中心に、NHKやひかりTV等で放送されるテレビ番組、及びジャパンエフエムネットワーク制作によるラジオ番組などのコンテンツ展開、また早稲田大学学生団体とのコラボレーション企画「ロックの学園×早稲田祭2010 SCHOOLJACK!」などの関連イベント展開を総称したプロジェクト。

## 概要
- 架空の学校「三崎ロック学園」（所在地：神奈川県三浦市初声町下宮田5。旧神奈川県立三崎高等学校）で、開催されたロック・フェスティバル「ロックの学園2007」が起源。
- 「ロックの学園2007」は、NHKエンタープライズ、風とロック、三浦市による共同主催。第2回となる「ロックの学園2009」以降は、NHKエンタープライズ、ジャパンエフエムネットワーク、NTTぷららが設立した「ロックの学園製作委員会」と三浦市との共同主催。
- 三崎ロック学園でのイベント「ロックの学園」では、メインステージ「体育館ライブ」以外は入園無料。人気プログラムである「ロックの授業」も無料で受講可能。
- 開校以来、校長は忌野清志郎（出張中　帰任時期未定）、教頭は箭内道彦（風とロック）が留任。
- 校訓は、忌野清志郎校長の名文句「愛し合ってるかい？」。統一スローガンは、「「ロックの魂」の素晴らしさを大人から若い世代へ…」。
- イベント全体を「学校」のコンセプトで一貫しており、「体育館ライブ」や「ロックの授業」に出演するアーティストは「教諭」、来場者は「生徒」と呼称される。
- 「全員入学！全員留年！ロックに卒業なし！」を学園方針に掲げており、生徒（来場者）は全員卒業することができない。
- 2012年は三崎ロック学園での開催は行われず、東北文化学園大学で「ロックの学園 in 東北」として開催。
- 2013年からは東京工芸大学の学園祭と合同で開催されている。

## イベント開催日程
| 回数  | イベントタイトル   | 開催日                | 開催地           |
| ----- | ------------------ | --------------------- | ---------------- |
| 第1回 | ロックの学園2007   | 2007年11月23日 - 25日 | 三崎ロック学園   |
| 第2回 | ロックの学園2009   | 2009年3月20日 - 22日  | 三崎ロック学園   |
| 第3回 | ロックの学園2010   | 2010年3月20日 - 22日  | 三崎ロック学園   |
| 第4回 | ロックの学園2011   | 2011年3月19日 - 21日  | 三崎ロック学園   |
| 第4回 | ロックの学園in東北 | 2012年10月20日 - 21日 | 東北文化学園大学 |

### 関連イベント
| イベントタイトル                                  | 開催日                  | 開催地                           |
| ------------------------------------------------- | ----------------------- | -------------------------------- |
| ロックの学園 SUMMER SCHOOL                        | 2009年7月20日 - 8月30日 | 三浦海岸海水浴場                 |
| ロックの学園×ダイノジのSCHOOL NINE SCHOOL CIRCUIT | 2010年6月8日            | CLUB CITTA'                      |
| ロックの学園×ダイノジのSCHOOL NINE SCHOOL CIRCUIT | 2010年7月22日 - 23日    | CLUB CITTA'                      |
| ロックの学園×早稲田祭2010 SCHOOLJACK!             | 2010年11月6日           | 早稲田大学戸山キャンパス記念会堂 |
| ロックの学園×JOYPOLIS SCHOOL ESCAPE!              | 2011年1月15日           | 東京ジョイポリス                 |

## 職員
- 校長[2]:忌野清志郎
- 教頭:箭内道彦

### 「体育館ライブ」教諭
| 開催日         | 教諭                                               | 備考                                   |
| -------------- | -------------------------------------------------- | -------------------------------------- |
| 2007年11月23日 | GOING UNDER GROUND                                 |                                        |
| 2007年11月23日 | BONNIE PINK                                        |                                        |
| 2007年11月23日 | スネオヘアー                                       | ゲスト：加藤ひさし（ザ・コレクターズ） |
| 2007年11月24日 | 平川地一丁目                                       | 三浦芸術祭・スペシャルライブ           |
| 2007年11月24日 | サンプラザ中野                                     | 三浦芸術祭・スペシャルライブ           |
| 2007年11月25日 | 怒髪天                                             |                                        |
| 2007年11月25日 | 斉藤和義                                           |                                        |
| 2009年3月20日  | THE BACK HORN                                      |                                        |
| 2009年3月20日  | ACIDMAN                                            |                                        |
| 2009年3月20日  | the pillows                                        |                                        |
| 2009年3月21日  | GOING UNDER GROUND                                 | ゲスト：加藤ひさし（ザ・コレクターズ） |
| 2009年3月21日  | Base Ball Bear                                     |                                        |
| 2009年3月21日  | 斉藤和義                                           |                                        |
| 2009年3月22日  | フジファブリック                                   |                                        |
| 2009年3月22日  | TRICERATOPS                                        |                                        |
| 2009年3月22日  | スガシカオ                                         |                                        |
| 2010年3月20日  | TRICERATOPS                                        | ゲスト：西寺郷太（NONA REEVES）        |
| 2010年3月20日  | 泉谷しげる                                         | ゲスト：LOVE PSYCHEDELICO              |
| 2010年3月20日  | 山崎まさよし                                       |                                        |
| 2010年3月21日  | THE BACK HORN                                      |                                        |
| 2010年3月21日  | 怒髪天                                             |                                        |
| 2010年3月21日  | the pillows                                        |                                        |
| 2010年3月22日  | ACIDMAN                                            |                                        |
| 2010年3月22日  | UVERworld                                          |                                        |
| 2010年3月22日  | 藤井フミヤ WITH THE RAWGUNS                        | ゲスト：加藤ひさし（ザ・コレクターズ） |
| 2011年3月19日  | HY                                                 | 東日本大震災により中止                 |
| 2011年3月19日  | 斉藤和義                                           | 東日本大震災により中止                 |
| 2011年3月20日  | GREAT TEACHERS（ザ・コレクターズ＆怒髪天and more） | 東日本大震災により中止                 |
| 2011年3月20日  | THE BACK HORN                                      | 東日本大震災により中止                 |
| 2011年3月21日  | 9mm Parabellum Bullet                              | 東日本大震災により中止                 |
| 2011年3月21日  | 10-FEET                                            | 東日本大震災により中止                 |

### 「ロックの授業」教諭
| 講義日         | 教諭                              | 講義内容                                                 | ゲスト                                                   | 備考                                  |
| -------------- | --------------------------------- | -------------------------------------------------------- | -------------------------------------------------------- | ------------------------------------- |
| 2007年11月23日 | 加藤ひさし（ザ・コレクターズ）    | 歴史「ロック大日本史」                                   | 日直：スネオヘアー                                       |                                       |
| 2007年11月23日 | 加藤ひさし（ザ・コレクターズ）    | 物理「ロック物理」                                       | 日直：松本素生（GOING UNDER GROUND）                     |                                       |
| 2007年11月24日 | サンプラザ中野                    | 経済「株とロックと本マグロトロ太郎」                     |                                                          |                                       |
| 2007年11月25日 | 増子直純（怒髪天）                | 倫理社会「ロックであること」                             |                                                          |                                       |
| 2009年3月20日  | 山中さわお（the pillows）         | 国語                                                     | 客員教諭：真鍋吉明、佐藤シンイチロウ（the pillows）      | JFN系列「POISON ROCK'N'ROLL」公開収録 |
| 2009年3月20日  | 森純太（JUN SKY WALKER(S)）       | 現代史                                                   | 日直：大木伸夫（ACIDMAN）、松田晋二（THE BACK HORN）     |                                       |
| 2009年3月21日  | 加藤ひさし（ザ・コレクターズ）    | 生物・物理                                               | 日直：松本素生（GOING UNDER GROUND）                     |                                       |
| 2009年3月21日  | 松本素生（GOING UNDER GROUND）    | 心理学                                                   | 指導教諭：加藤ひさし（ザ・コレクターズ）                 |                                       |
| 2009年3月21日  |                                   | 特別講座・エコロック                                     | 担任：箭内道彦、特別講師：山口とも、日直：Base Ball Bear |                                       |
| 2009年3月22日  | TAKUYA（ROBO+S/ex.JUDY AND MARY） | 体育                                                     | 日直：後藤まりこ（ミドリ）                               |                                       |
| 2009年3月22日  | 増子直純（怒髪天）                | 倫理社会                                                 |                                                          |                                       |
| 2009年3月22日  | 鮎川誠（シーナ&ザ・ロケッツ）     | 特別講座<卒業訓話>                                       |                                                          |                                       |
| 2010年3月20日  | 加藤ひさし（ザ・コレクターズ）    | 天文学「中島みゆきとロックのディスタンス」               | 日直：松本素生（GOING UNDER GROUND）                     |                                       |
| 2010年3月20日  | 西寺郷太（NONA REEVES）           | 西洋音楽史「魅惑のマイケル・ジャクソン史」               | 日直：和田唱（TRICERATOPS）                              |                                       |
| 2010年3月21日  | the pillows                       | 倫理社会「こんなとき どーーする?」                       |                                                          | JFN系列「POISON ROCK'N'ROLL」公開収録 |
| 2010年3月21日  | 増子直純（怒髪天）                | 倫理社会「ロックでない奴ァロクでナシ! "朝の怒号"を説く」 | 日直：松田晋二（THE BACK HORN）                          |                                       |
| 2010年3月22日  | ダイノジ                          | 文化人類学「独立自賛 ～デフレ世紀のサバイバル術」        | 指導教諭：加藤ひさし（ザ・コレクターズ）                 |                                       |
| 2010年3月22日  | クリス・ペプラー                  | ロックの検定「古今東西、ロックを問う」                   |                                                          |                                       |

## ラジオ番組
2009年4月4日深夜から2012年3月までジャパンエフエムネットワーク製作により放送されていたラジオ番組。

### ロックの学園・アーティスト登校編
『ロックの学園・アーティスト登校編』（ロックのがくえん アーティストとうこうへん）は「ロックの学園」放送部顧問の阿部ひろが、毎週土曜日 27:30 - 28:00（JST、日曜日未明 3:30 - 4:00）に放送していたラジオ番組。2010年10月からは、『ロックの学園 高橋優の進路相談室』に変更された。ロックの学園サマースクールでの公開収録も行われた。

### ロックの学園 名曲講座編
『ロックの学園 名曲講座編』（ロックのがくえん めいきょくこうざへん）は「ロックの学園」放送部長のHIRONAGAが講師（ラジオパーソナリティ）を務める、毎週土曜日 28:00 - 29:00（JST、日曜04:00 - 05:00）に放送していたラジオ番組。ロックの学園サマースクールでの公開収録も行われた。

### ネット局
全国FM放送協議会参加局のうち、エフエム東京・エフエム北海道・静岡エフエム放送・エフエム愛知・エフエム大阪・広島エフエム放送・エフエム愛媛・エフエム福岡の8局を除く30局。

### スタッフ
2010年5月2日 24:10 - 放送
「ロックの学園2010 忌野清志郎トリビュート」
- 撮影協力 - 神奈川県三浦市
- 制作協力 - NHKアート、CRAZY TV
- 技術 - 宮本勝寿
- 撮影 - 平見進、佃義久
- 音声 - 森重悟志、大塚祐司
- 照明 - 水上雅史
- 映像技術 - 山野智
- 音響効果 - 工藤尚
- 取材 - 石川智徹、今井貴志
- ディレクター - 森口みち子、小松利光
- プロデューサー - 長尾賢治、須賀田大、大泉謙、飯塚基弘、田邊浩介
- 制作 - 山崎宇充、下田寛海、西土祥子

| JFN系列 土曜深夜3時枠（27:30 - 28:00） | JFN系列 土曜深夜3時枠（27:30 - 28:00） | JFN系列 土曜深夜3時枠（27:30 - 28:00）       |
| 前番組                                 | 番組名                                 | 次番組                                       |
| -------------------------------------- | -------------------------------------- | -------------------------------------------- |
| ワールドミュージックス                 | ロックの学園 アーティスト登校編        | TOKYO No.1 カワイイラジオ                    |
| JFN系列 土曜深夜4時枠（28:00 - 29:00） |                                        |                                              |
| 百万人の源氏物語                       | ロックの学園 名曲講座編                | 新ドントパスミーバイ～明日（あす）への願い～ |

## テレビ番組
ロックの学園軽音部は、2009年10月3日 - 2012年3月にひかりTVにて放送していた音楽番組で、軽音部顧問としてROLLYが番組MCを務めた。

## 関連番組
- 風とロック - 当番組の兄弟関係にあるラジオ番組。 主にJFN系で放送される
- SCHOOL OF LOCK! - JFN系列、なおかつ学校をテーマにしており、姉妹校である
- 高橋優のリアラジ